# Storia dell'omosessualità in Perù

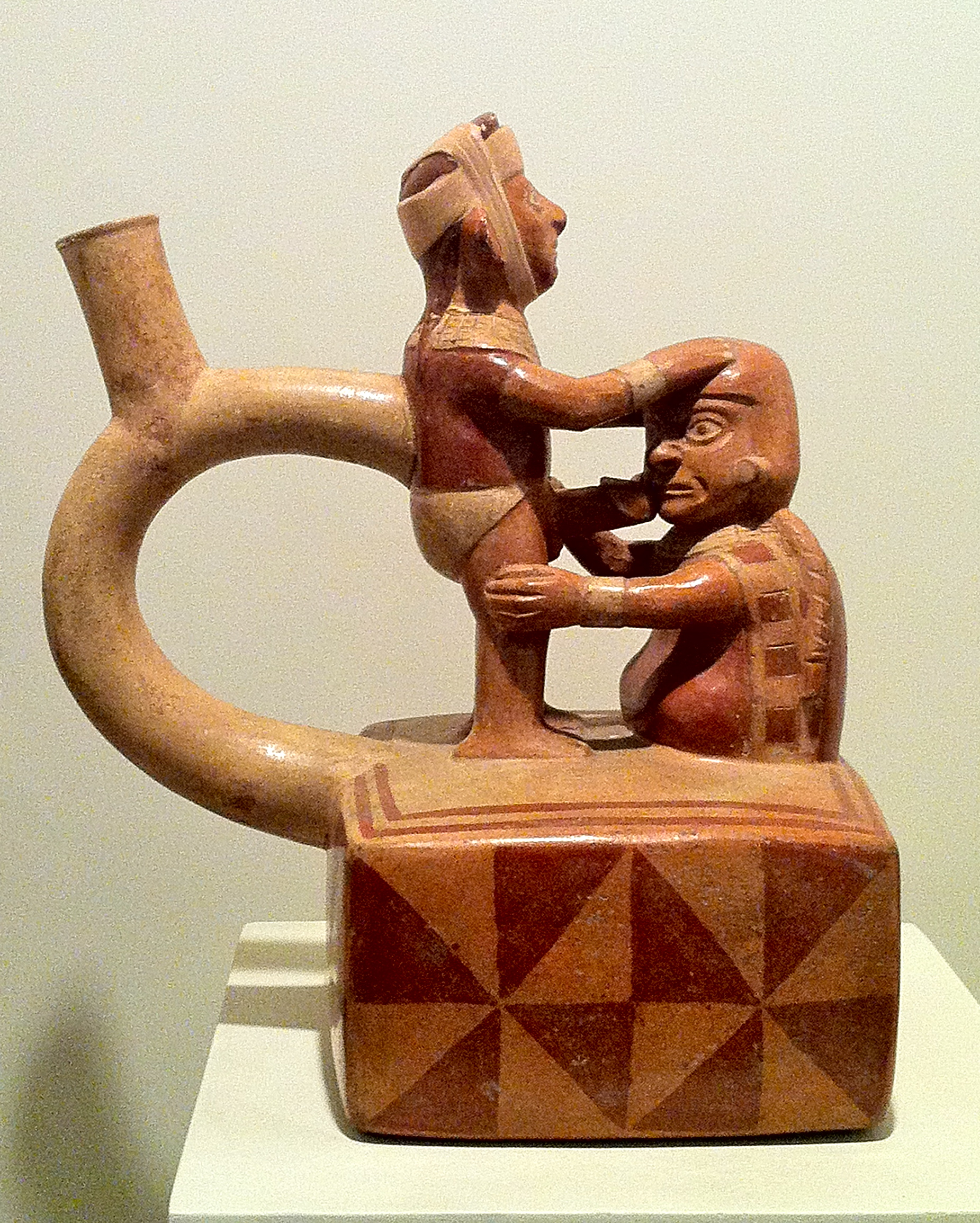
Ceramica erotica del Museo Larco, a Lima.

La storia dell'omosessualità in Perù è giunta fino ai giorni nostri, nonostante la conquista spagnola del paese, grazie ad alcune ceramiche erotiche (in spagnolo: huacos eróticos) rappresentanti rapporti omosessuali e a diverse testimonianze storiche relative alla repressione sessuale applicata alle popolazioni locali da parte dei conquistadores.

## Arrivo dei conquistadores e messa al bando dell'omosessualità
Una volta arrivati gli spagnoli, nel XVI secolo, rimasero sbalorditi dalle pratiche sessuali degli indigeni. Il viceré Francisco de Toledo e i prelati furono sconvolti nello scoprire che l'omosessualità era accettata nella società, che la popolazione indigena non proibiva il sesso prematrimoniale e che riteneva che la castità femminile non avesse un'importanza particolare.
Questa visione della sessualità fu soppressa. Uno dei più famosi uomini di chiesa di epoca coloniale del Perù, il gesuita José de Acosta, scrisse nel 1590:
(José de Acosta, Historia natural y moral de las Indias)
Lo storico Maximo Terrazos descrive come gli spagnoli si rapportavano a questa sessualità nativa con la loro fede cattolica:
(Maximo Terrazos, storico)
Solo nel 1837 l'omosessualità, in Perù, venne depenalizzata.

## Ceramiche
Nell'arco di 800 anni le culture centrali precolombiane, in particolare la Moche, hanno creato almeno decine di migliaia di ceramiche (spagnolo: huacos). Molte di queste ceramiche mostrano persone impegnate in rapporti lesbici e omosessuali.
Le ceramiche più famose appartengono alle culture Moche e Chimu.

### Distruzione
Molte delle ceramiche, insieme alla maggior parte delle icone indigene, sono state distrutte. Negli anni settanta del xvi secolo, Toledo e i suoi consiglieri clericali si organizzarono per eliminare la sodomia, la masturbazione e una pratica sociale comune che, approssimativamente tradotta dal nativo quechua, significa "matrimonio di prova". Come descrive Terrazos, "non si poteva parlare di tali usanze perché erano considerate [pornografiche]". Erano proibiti a causa del "tabù imposto dalla religione cristiana secondo cui gli uomini fanno sesso solo per la procreazione e che le donne non provano piacere sessuale".

### Sopravvivenza
Nonostante questo sforzo organizzato per distruggere questi artefatti, molti di essi sono sopravvissuti fino ai giorni nostri. Per decenni, le ceramiche erotiche sono state chiuse al pubblico, e furono accessibili solo a un gruppo elitario di scienziati peruviani. Occasionalmente e con riluttanza sono stati messi a disposizione a selezionati ricercatori stranieri provenienti dagli Stati Uniti e dall'Europa. Il Museo Larco di Lima, in Perù, è famoso per la sua galleria di ceramiche erotiche precolombiane.